# Vada
Vada là một thị trấn thống kê (census town) của quận Thane thuộc bang Maharashtra, Ấn Độ.

## Địa lý
Vada có vị trí 19°39′B 73°08′Đ / 19,65°B 73,13°Đ Nó có độ cao trung bình là 38 mét (124 feet).

## Nhân khẩu
Theo điều tra dân số năm 2001 của Ấn Độ, Vada có dân số 14.291 người. Phái nam chiếm 52% tổng số dân và phái nữ chiếm 48%. Vada có tỷ lệ 72% biết đọc biết viết, cao hơn tỷ lệ trung bình toàn quốc là 59,5%: tỷ lệ cho phái nam là 77%, và tỷ lệ cho phái nữ là 66%. Tại Vada, 12% dân số nhỏ hơn 6 tuổi.